# 1974年のパシフィック・リーグプレーオフ
1974年のパシフィック・リーグプレーオフは、1974年10月にプロ野球パシフィック・リーグの前期優勝チームと後期優勝チームの2球団で行われたプレーオフである。

## 概要
前期優勝の上田利治監督率いる阪急ブレーブスと後期優勝の金田正一監督率いるロッテオリオンズとの対戦で行われ、ロッテが3連勝で阪急を破り4年ぶり、前身の毎日・大毎時代を含め4度目のリーグ優勝を果たした。

## 試合結果
| 日付                       | 試合   | ビジター球団（先攻） | スコア   | ホーム球団（後攻） | 開催球場     |
| 10月5日（土）              | 第1戦  | ロッテオリオンズ     | 3 - 2    | 阪急ブレーブス     | 阪急西宮球場 |
| 10月6日（日）              | 第2戦  | ロッテオリオンズ     | 8 - 3    | 阪急ブレーブス     | 阪急西宮球場 |
| 10月7日（月）              | 移動日 | 移動日               | 移動日   | 移動日             | 移動日       |
| 10月8日（火）              | 第3戦  | 雨天中止             | 雨天中止 | 雨天中止           | 県営宮城球場 |
| 10月9日（水）              | 第3戦  | 阪急ブレーブス       | 0 - 4    | ロッテオリオンズ   | 県営宮城球場 |
| 年間優勝：ロッテオリオンズ |        |                      |          |                    |              |

### 第1戦
10月5日　西宮　観衆20000人
| ロッテ | 1 | 1 | 0 | 1 | 0 | 0 | 0 | 0 | 0 | 3 |
| 阪急   | 0 | 0 | 0 | 1 | 0 | 0 | 1 | 0 | 0 | 2 |

（ロ）木樽、八木沢、三井、○水谷（1勝）、S村田（1S）、－村上

（急）●足立（1敗）、戸田、オースチン、竹村－中沢、種茂
ロッテは初回、得津高宏の適時打で先制。2回と4回には有藤通世が連続適時打で追加点を挙げた。阪急も4回に長池徳二、7回に福本豊の適時打で1点差に追い上げたが、8回2死から登板した村田兆治が1人の走者も許さずぴしゃりと抑え、ロッテが先勝した。

### 第2戦
10月6日　西宮　観衆32000人
| ロッテ | 5 | 0 | 1 | 1 | 0 | 0 | 1 | 0 | 0 | 8 |
| 阪急   | 0 | 0 | 0 | 1 | 0 | 0 | 2 | 0 | 0 | 3 |

（ロ）○金田留（1勝）、成田－村上

（急）●水谷（1敗）、戸田、宮本、竹村－中沢

本塁打

（ロ）山崎1号ソロ（3回戸田）
初回、ロッテが5安打を集中して5点を先制。3回には山崎裕之のソロ本塁打、4回もやはり山崎のタイムリーで追加点。阪急は4回に長池の本塁打、7回に住友平、中沢伸二の連続タイムリーで3点を返したものの序盤の失点が大きすぎた。

### 第3戦
10月9日　宮城　観衆20000人
| 阪急   | 0 | 0 | 0 | 0 | 0 | 0 | 0 | 0 | 0 | 0 |
| ロッテ | 0 | 0 | 2 | 0 | 0 | 0 | 0 | 2 | X | 4 |

（急）●米田（1敗）、山田－種茂、河村
（ロ）○村田（1勝）－村上
本塁打
（ロ）得津1号2ラン（8回山田）
ロッテは3回、エラーと死球で作ったチャンスで、得津のセカンドゴロの間に村田が生還して先制。さらにジム・ラフィーバーのタイムリーで加点。8回、得津の2ランでダメ押しした。村田は阪急打線に付け入るすきを与えず3安打完封。ロッテが3連勝でパ・リーグ優勝を決めた。
なお、リーグ優勝したロッテは当時宮城球場を暫定本拠地としプレーオフは同球場で行われたが、日本シリーズは施設上の問題から後楽園球場で行われた。
翌年度からパ・リーグは指名打者制を導入したため、パ・リーグチーム同士の対戦で、両チーム共に9人制が使われた試合はこの試合で最後となった。

## 表彰選手
- 最優秀選手 村田兆治（ロ）
- 敢闘賞　長池徳二(急)
- 首位打者 得津高宏（ロ）
- 技能賞　有藤通世(ロ)
- 優秀投手　金田留広(ロ)
- 優秀選手　山崎裕之(ロ)

## テレビ・ラジオ放送

### テレビ中継
- 第1戦:10月5日
  - 関西テレビ≪フジテレビ系列≫

解説：吉田義男 ゲスト解説：西本幸雄　
- 第2戦:10月6日
  - 関西テレビ≪フジテレビ系列≫

解説：吉田義男
- 第3戦:10月9日
  - 東京12チャンネル

実況：金子勝彦（12ch） 解説：大島信雄（12ch）、森徹（12ch）
※宮城県では東京12chの純系列局はないため、在仙局による番組販売（当時3局）による放送のみ（どの局が放送したかは不明）。
番組販売扱いで毎日放送（当時NETテレビ系列）・中国放送（TBS系列）などにネットされた。　

### ラジオ中継
- 第1戦：10月5日
  - NHKラジオ第1 解説：鶴岡一人
  - 朝日放送 解説：皆川睦雄
  - 毎日放送・ニッポン放送 解説：本屋敷錦吾
- 第2戦：10月6日
  - NHKラジオ第1 解説：加藤進
  - 朝日放送 解説：花井悠 ゲスト解説：佐藤道郎
  - 毎日放送
- 第3戦：10月9日
  - NHKラジオ第1 解説：鶴岡一人
  - 朝日放送 解説：長谷部忠雄、大沢啓二
  - 毎日放送 解説：島田源太郎、関根潤三